# فرنسوا كونييه
جان فرانسوا كونيه (بالفرنسية: François Coignet)‏ (ولد في 10 فبراير 1814 في ليون وتوفي في 30 أكتوبر 1888 في باريس)، هو أحد رجال الصناعة في فرنسا خلال القرن التاسع عشر, ويرجع إليه الفضل في اختراع واستخدام الخرسانة المسلحة لأول مرة في البناء. شارك كونييه في بناء العديد من المباني خلال القرن التاسع عشر منها فنار بورسعيد القديم.

## معرض صور

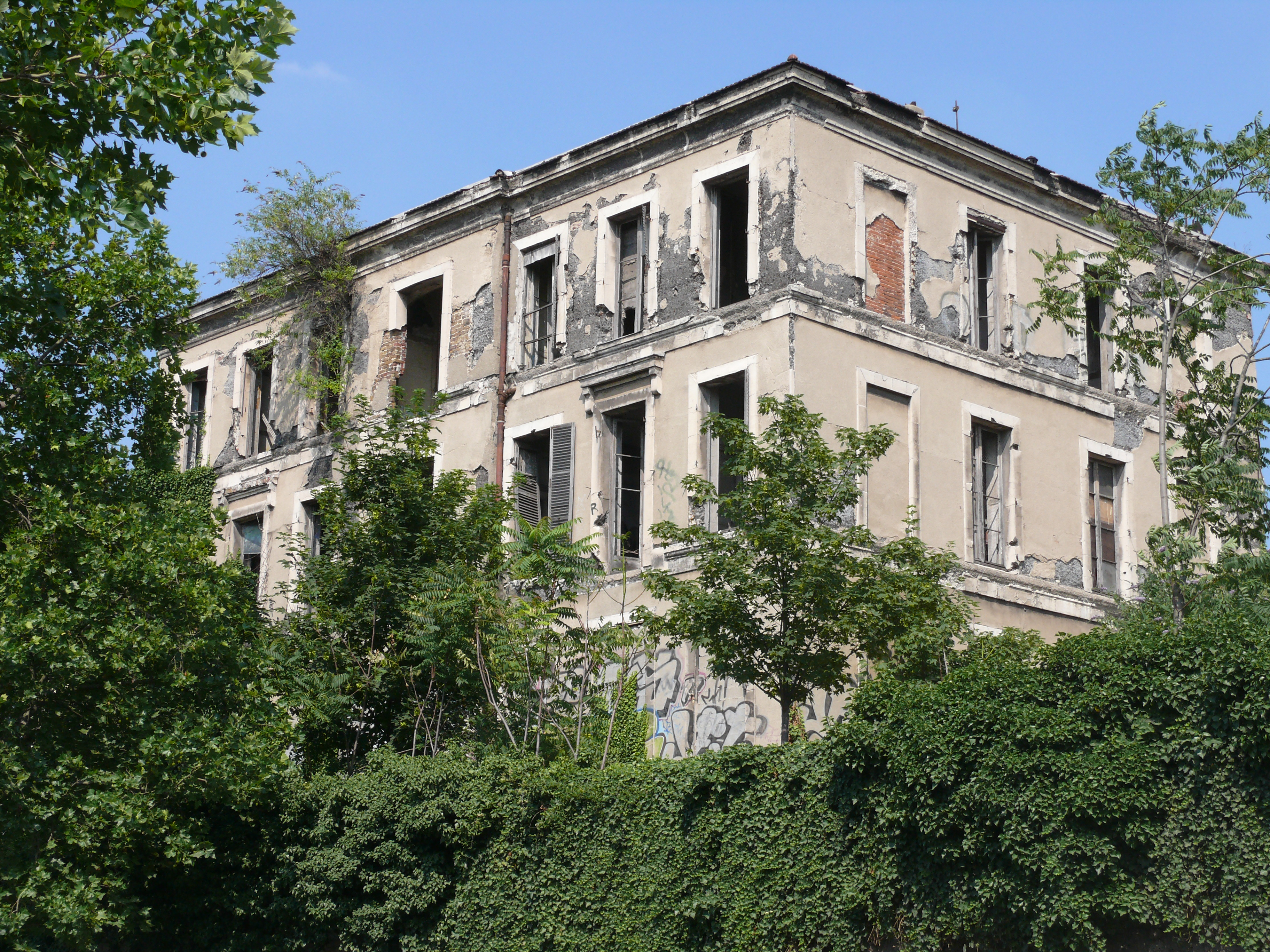
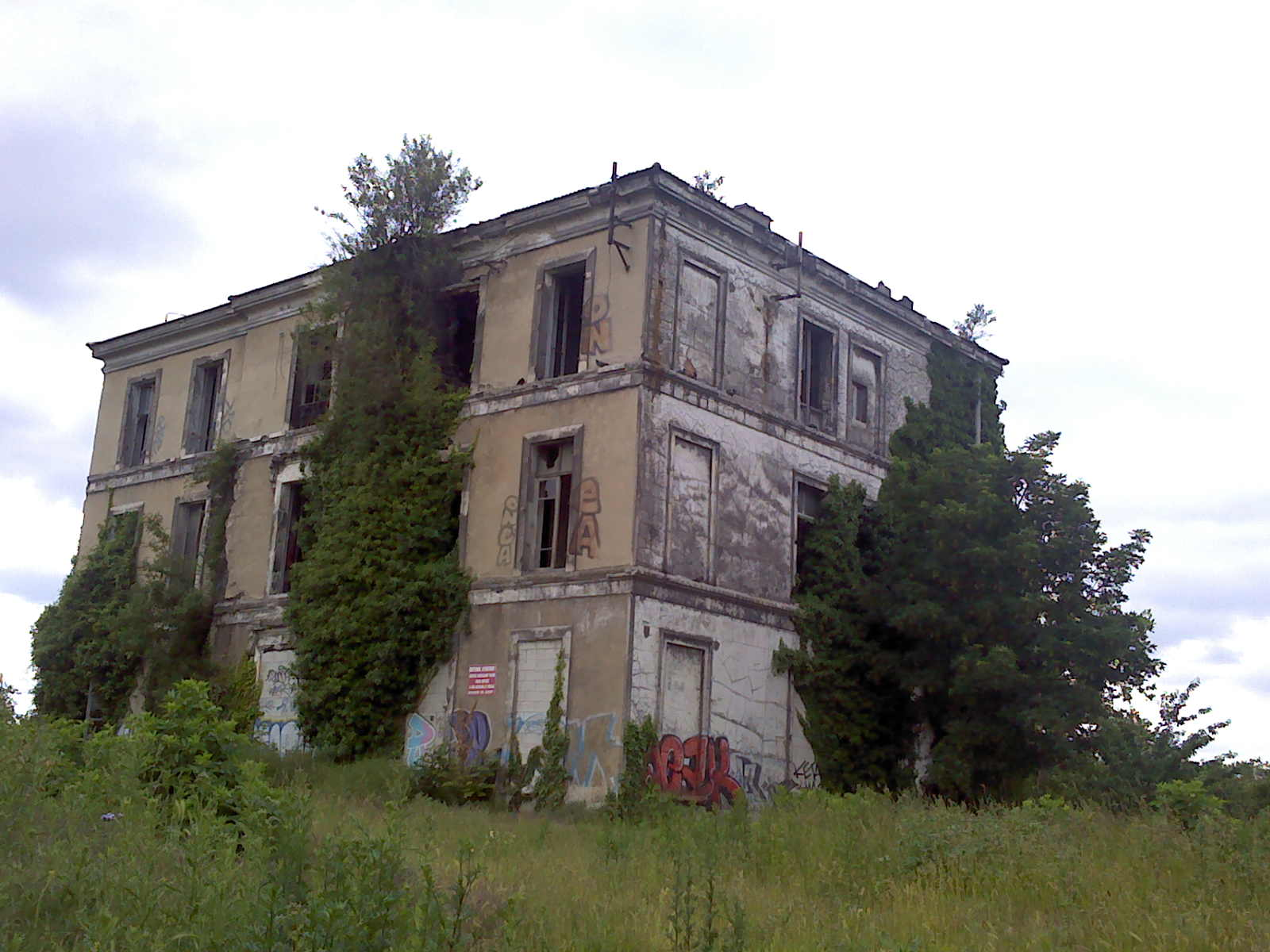
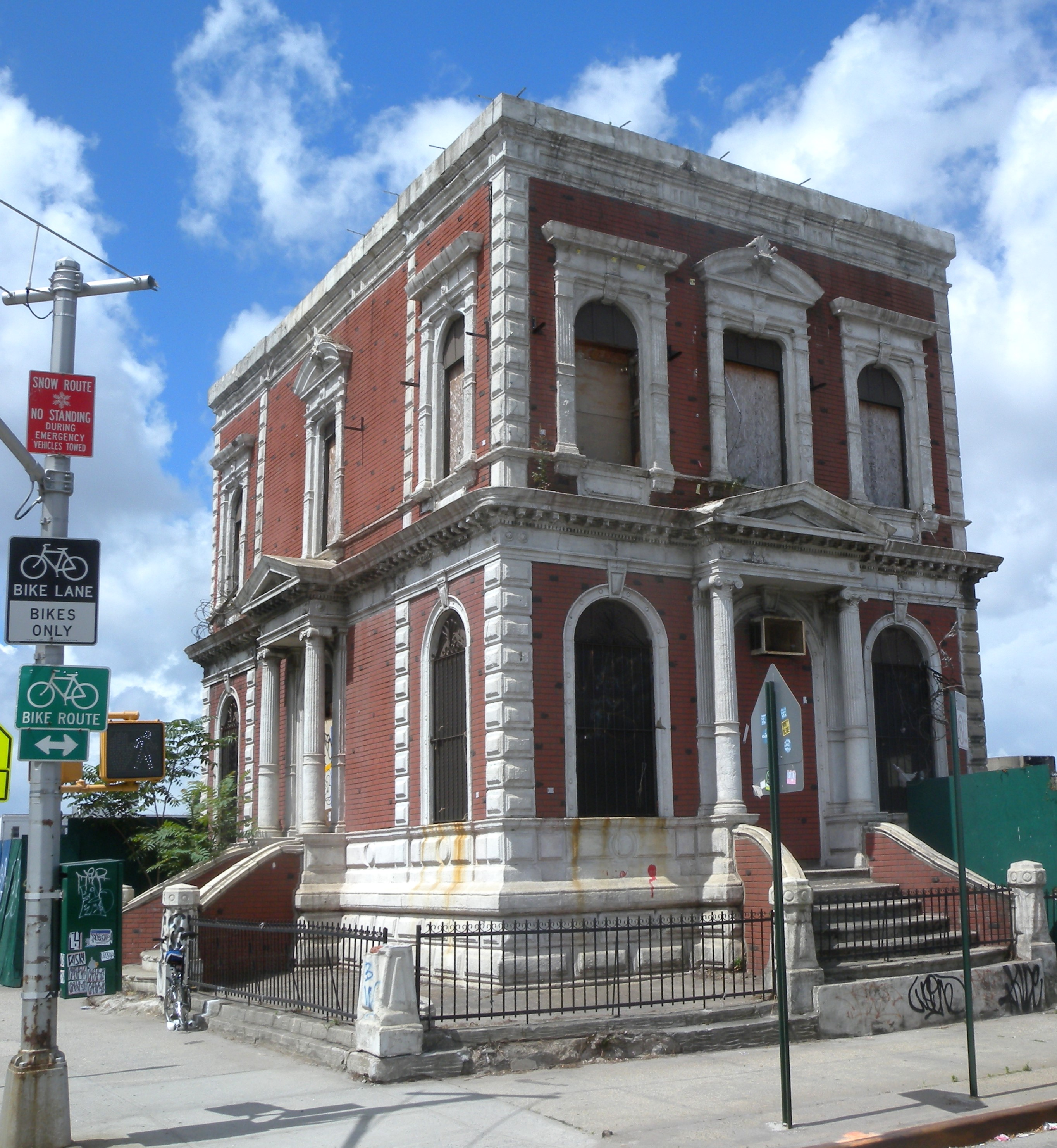
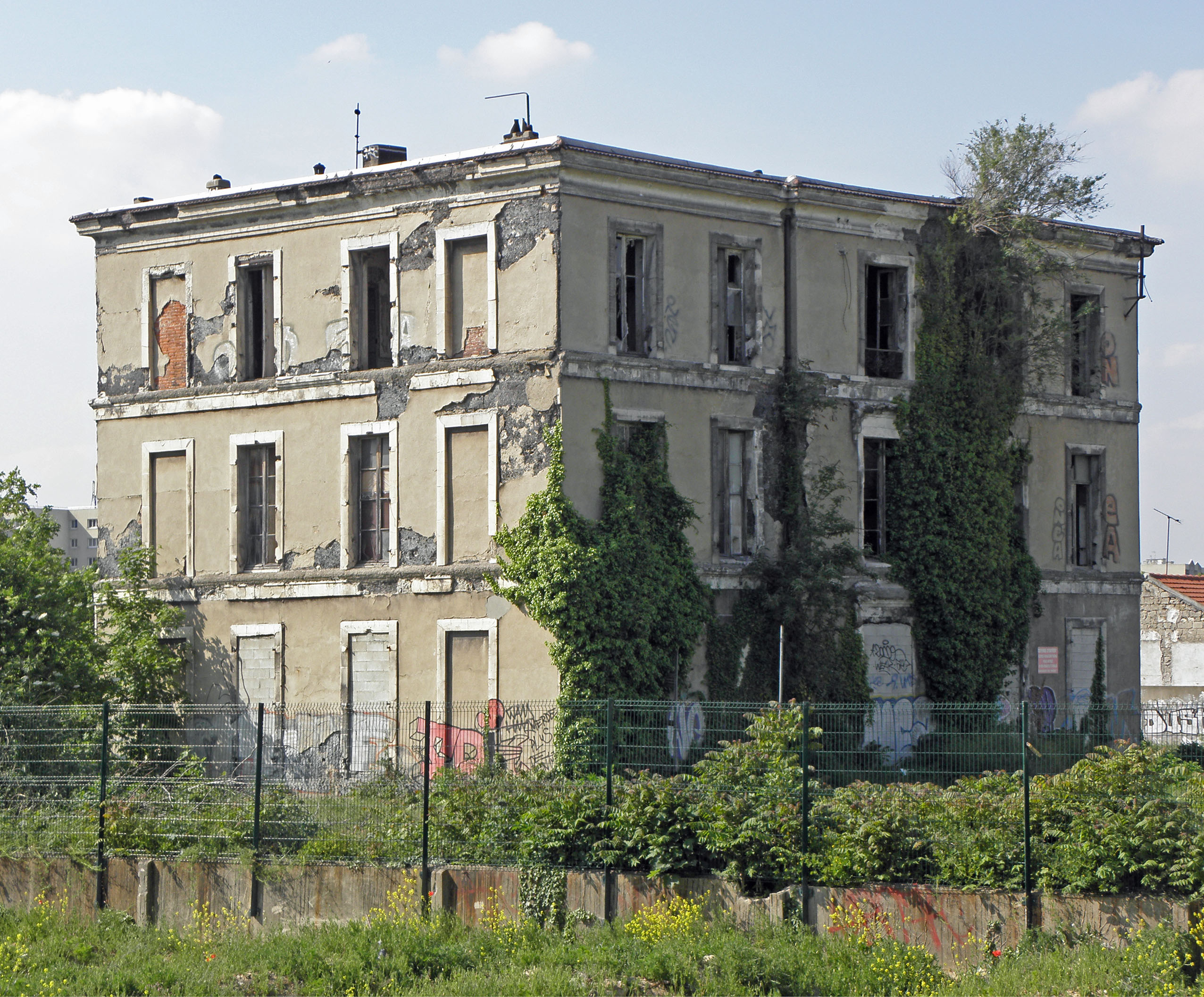